# 稲村武志
稲村 武志（いなむら たけし、1969年 - ）は日本のアニメーター。群馬県出身。

## 経歴
シンエイ動画のアニメーターを経て、1991年に社員制となったスタジオジブリに移籍。

## 代表作

### テレビアニメ
- 笑ゥせぇるすまん（1989年-1990年、動画チェック）
- 美味しんぼ（1990年、動画）
- チンプイ（1989年-1991年、動画）
- 海がきこえる（1993年、原画）
- 新世紀エヴァンゲリオン（1995年-1996年、原画）
- ケロロ軍曹（2004年-2011年、原画）
- ハイキュー!! セカンドシーズン（2015年-2016年、原画）

### 劇場アニメ
- ドラえもん のび太のドラビアンナイト（1991年、動画）
- 紅の豚（1992年、動画）
- 平成狸合戦ぽんぽこ（1994年、作画）
- 耳をすませば（1995年、原画）
- On Your Mark（1995年、原画）
- もののけ姫（1997年、原画）
- ホーホケキョ となりの山田くん（1999年、原画）
- 千と千尋の神隠し（2001年、原画）
- 猫の恩返し（2002年、作画監督補）
- ハウルの動く城（2004年、作画監督）※山下明彦、高坂希太郎共同
- ゲド戦記（2006年、作画監督）
- 崖の上のポニョ（2008年、作画監督補）
- 借りぐらしのアリエッティ（2010年、原画）
- コクリコ坂から（2011年、作画監督）
- 風立ちぬ（2013年、原画）
- 思い出のマーニー（2014年、作画監督補佐）
- バケモノの子（2015年、原画）
- 君の名は。（2016年、原画）
- メアリと魔女の花（2017年、作画監督）

### 短編
- くじらとり（2001年、演出アニメーター）
- 星をかった日（2006年、原画）
- やどさがし（2006年、原画）
- たからさがし（2011年、演出アニメーター）

### ゲーム
- 二ノ国 漆黒の魔導士（2010年、原画）